# Musselnemertin
Musselnemertin (Malacobdella grossa) är en djurart som tillhör fylumet slemmaskar, och som först beskrevs av Cornelius Herman Muller 1776. Enligt Catalogue of Life ingår Musselnemertin i släktet Malacobdella och familjen Malacobdellidae, men enligt Dyntaxa är tillhörigheten istället släktet Malacobdella, och ordningen Hoplonemertea. Arten är reproducerande i Sverige. Inga underarter finns listade i Catalogue of Life.